# باشگاه فوتبال پروجا
باشگاه فوتبال پروجا  (به ایتالیایی: Associazione Calcio Perugia Srl) باشگاه فوتبال ایتالیایی است که در شهر پروجا قرار دارد.
این باشگاه در سال ۱۹۰۵ تأسیس شده است.
رحمان رضایی بازیکن ایرانی سابقهٔ دو فصل حضور در این تیم را دارد. همچنین علی سامره مدتی به عنوان بازیکن قرضی در این باشگاه حضور داشت.